# Calimno (città)
Calimno (in greco Κάλυμνος?) è un comune della Grecia nella periferia dell'Egeo Meridionale (unità periferica di Calimno) con 16.441 abitanti al censimento 2001.
Il territorio comunale comprende l'isola omonima più le isole Pserimos (130 abitanti), Telendos (54 abitanti), Kalólimnos (20 abitanti), e Pláti (2 abitanti), oltre a numerosi isolotti disabitati